# Orio Canavese
Orio Canavese és un comune (municipi) de la ciutat metropolitana de Torí, a la regió italiana del Piemont, situat a uns 30 quilòmetres al nord-est de Torí. A 1 de gener de 2019 la seva població era de 774 habitants.
Orio Canavese limita amb els següents municipis: Mercenasco, San Giorgio Canavese, Montalenghe i Barone Canavese.